# Aphonoides australis
Aphonoides australis is een rechtvleugelig insect uit de familie krekels (Gryllidae). De wetenschappelijke naam van deze soort is voor het eerst geldig gepubliceerd in 1869 door Walker. Zoals de naam aangeeft, komt deze soort voor in Australië.